# مصطفى بن منصور
مصطفى بن منصور من مواليد 17 نوفمبر 1944 في الكيرت (معسكر) هو مسؤول سامي وسياسي جزائري.
متخرج من المدرسة الوطنية للإدارة، في سنة 1968 عين كإداري في وزارة التجارة ، قبل أن ينضم إلى وزارة الداخلية في 1971. في عام 1978، تم تعيينه رئيسًا لدائرة الميلية في ولاية جيجل ، ثم سكرتيرًا عامًا لولاية غرداية من 1984 إلى 1989 ، قبل أن يصبح واليًا على التوالي البيض، تيزي وزو ثم عنابة.
في عام 1995، أصبح لفترة قصيرة وزيراً للداخلية ووزير الخارجية قبل أن يعود إلى وزارة الداخلية، وهو المنصب الذي شغله حتى عام 1998.

## وظائف
وظائفه الرئيسية هي :
1. والي البيض : ( 1989 -  1990 ).
2. والي تيزي وزو : ( 1991 -  1994 ).

- 1989، والي البيض
- 1994، والي تيزي وزو [6]
- 1994 - 1995، والي عنابة [7]
- 1995 وزير الداخلية والحكم المحلي والبيئة والإصلاح الإداري
- 1995، وزير الخارجية
- 1995 - 1998، وزير الداخلية والحكم المحلي والبيئة